# Stilistika
Stilistika je lingvistička nauka koja proučava pravila i svojstva dobrog jezičkog i književnog stila, retoričke figure i modele sintakse, koji su specifični za različite grupe, kontekste, a posebno književne žanrove. 
Kao disciplina, stilistika povezuje književnu kritiku sa lingvistikom. Ona ne funkcioniše kao autonomna oblast sama po sebi, i može se primeniti na razumevanje književnosti i novinarstva, kao i lingvistike. Izvori za proučavanje stilistike mogu se kretati od kanonskih pisanih dela do popularnih tekstova, od reklamnih kopija do vesti, nefikcije i popularne kulture, kao i političkog i verskog diskursa. Zaista, kako je nedavni rad u oblasti kritičke stilistike, multimodalne stilistike i posredovane stilistike jasno pokazao, neknjiževni tekstovi mogu biti podjednako interesantni stilističarima kao i književni. Drugim rečima, književnost je ovde zamišljena kao „tačka na klini, a ne kao apsolut“.

## Rani dvadeseti vek
Analiza književnog stila seže do proučavanja klasične retorike, iako moderna stilistika ima svoje korene u ruskom formalizmu i povezanoj Praškoj školi ranog dvadesetog veka.
Godine 1909, Čarls Bali je predložio stilistiku kao posebnu akademsku disciplinu koja bi dopunila sosirovsku lingvistiku. Za Balija, Sosirova lingvistika sama po sebi nije mogla u potpunosti da opiše jezik ličnog izražavanja. Balijev program se dobro uklapa u ciljeve Praške škole.
Prateći ideje ruskih formalista, Praška škola je izgradila koncept prvog plana, gde se pretpostavlja da se pesnički jezik izdvaja od neknjiževnog pozadinskog jezika, putem odstupanja (od normi svakodnevnog jezika) ili paralelizam. Međutim, prema Praškoj školi, ovaj pozadinski jezik nije stalan, te se odnos između poetskog i svakodnevnog jezika stoga uvek menja.

## Kasni dvadeseti vek
Roman Jakobson je bio aktivan član ruskih formalista i Praške škole, pre nego što je emigrirao u Ameriku tokom 1940-ih. On je spojio ruski formalizam i američku novu kritiku u svojoj završnoj reči na konferenciji o stilistici na Univerzitetu Indijana 1958. godine. U delu Lingvistika i poetika iz 1960. godine, Jakobsonovom predavanju se često pridaju zasluge za prvu koherentnu formulaciju stilistike. Njegov argument je bio da proučavanje poetskog jezika treba da bude podgrana lingvistike. Pesnička funkcija je bila jedna od šest opštih funkcija jezika koje je opisao u predavanju.
Majkl Halidej je važna figura u razvoju britanske stilistike. Njegova studija Jezička funkcija i književni stil: Istraživanje jezika Vilijam Goldingovih Naslednika je ključni esej iz 1971. godine. Jedan od Halidejevih doprinosa bila je upotreba termina registar da bi se objasnile veze između jezika i njegovog konteksta. Halidejov registar se razlikuje od dijalekta. Dijalekt se odnosi na uobičajeni jezik određenog korisnika u određenom geografskom ili društvenom kontekstu. Registar opisuje izbore koje je napravio korisnik, izbore koji zavise od tri promenljive: polja („u kome su učesnici ... zapravo angažovani“, na primer, diskutuju o određenoj temi ili subjektu), tenor (koji učestvuje u razmeni) i mod (upotreba za koju se jezik koristi).

## Literatura
- Клајн, Иван; Шипка, Милан, ур. (2006). „Стилистика”. Велики речник страних речи и израза. Нови Сад: Прометеј. стр. 1175.

- David Crystal. 1998. Language Play (London: Penguin)
- ed. David Birch. 1995. Context and Language: A Functional Linguistic Theory of Register  (London, New York: Pinter)
- Michael Burke. 2010. Literary Reading, Cognition and Emotion: An Exploration of the Oceanic Mind (London and New York: Routledge)
- Richard Bradford. 1985. A Dictionary of Linguistics and Phonetics, 2nd edition (Oxford: Basil Blackwell)
- Richard Bradford. 1997. Stylistics (London and New York: Routledge)
- Richard Bradford. 1997. The Cambridge Encyclopedia of Language, 2nd edition (Cambridge: Cambridge University Press)
- Roger Fowler. 1996. Linguistic Criticism, 2nd edition (Oxford: Oxford University Press)
- William Downes. 1995. The Language of George Orwell (London: Macmillan Press)
- William Downes. 1998. Language and Society, 2nd edition (Cambridge: Cambridge University Press)
- A McIntosh and P Simpson. 1964. The Linguistic Science and Language Teaching (London: Longman)
- Adrian Pilkington. 1991. 'Poetic Effects', Literary Pragmatics, ed. Roger Sell (London: Routledge)
- Brian Lamont. 2005. First Impressions (Edinburgh: Penbury Press)
- ed. Jean Jacques Weber. 1996. The Stylistics Reader: From Roman Jakobson to the Present (London: Arnold Hodder)
- ed. Thomas A. Sebeok. 1960. Style in Language (Cambridge, MA: MIT Press)
- Geoffrey Leech and Michael H. Short. 1981. Style in Fiction: A Linguistic Introduction to English Fictional Prose (London: Longman)
- George Orwell. 1949. Nineteen Eighty-Four (London: Heinemann)
- H. G. Widdowson. 1992. Practical Stylistics (Oxford: Oxford University Press)
- Hernández-Campoy, Juan M. (2016). Sociolinguistic Styles. Wiley-Blackwell. ISBN 978-1-118-73764-4.
- Katie Wales. 2001. A Dictionary of Stylistics, 2nd edition, (Harlow: Longman)
- MAK Halliday. 1964. Inside the Whale and Other Essays (London: Penguin Books)
- MAK Halliday. 1978. Language as Social Semiotic: The Social Interpretation of Language and Meaning (London: Edward Arnold)
- Michael Toolan. 1998. Language in Literature: An Introduction to Stylistics (London: Hodder Arnold)
- PM Wetherill. 1974. Literary Text: An Examination of Critical Methods (Oxford: Basil Blackwell)
- Searle, Leroy.  "New Criticism" in The Johns Hopkins Guide to Literary Theory, 2nd edition.  Edited by Michael Groden, Martin Kreiswirth, and Imre Szeman.  Baltimore: The Johns Hopkins University Press, 2005.  Available online in PDF from the University of Washington .
- Davis, Garrick. Praising It New. Swallow, 2008. Anthology that includes some of the keys texts of the New Criticism.
- Brooks, Cleanth. "Criticism and Literary History: Marvell's Horatian Ode". Sewanee Review 55 (1947): 199–222.
- Carton, Evan and Gerald Graff. The Cambridge History of American Literature volume 8: Poetry and Criticism (1940–1995). General Editor, Sacvan Bercovitch. New York; Cambridge, University Press, 1996. pp. 261–471.
- Duvall, John N. "Eliot's Modemism and Brook's New Criticism: poetic and religious thinking". The Mississippi Quarterly: 46 (1992): 23–38.
- Graff Gerald. Professing Literature. Chicago and London: The University of Chicago Press, 1987.
- Russo, John Paul. "The Tranquilized Poem: The Crisis of New Criticism in the 1950s." Texas Studies in Literature and Language 30 (1988): 198–227.
- Wellek, René. A History of Modern Criticism, 1750–1950. Volume 6: American Criticism, 1900–1950. New Haven: Yale University Press, 1988.
- Duranti, Alessandro (1997). Linguistic anthropology. New York: Cambridge University Press. ISBN 978-0-511-81019-0. OCLC 191952948.
- Hébert, Louis (2011). „The Functions of Language”. Signo. Rimouski, Quebec: Université du Québec à Rimouski.
- Sebeok, Thomas Albert (1960). „Closing statements: Linguistics and Poetics” (PDF).  Ур.: Jakobson, Roman. Style in language. New-York: M.I.T. стр. 470. ISBN 9780262690102.

## Spoljašnje veze
- Ruska književna i folklorna enciklopedija, stilistika
- Stilistika
- www.stilistika.by.ru
- Stilistika - portal
- A CC licensed introductory course to Stylistics from Lancaster University
- Checklist of American and British programs in stylistics and literary linguistics
- Stylistics – Theoretical issues of stylistics Архивирано на веб-сајту  (23. октобар 2020)
- Stylistics from Scratch: My 'Take' on Stylistics and How to Go About a Stylistic Analysis Professor Mick Short
- The Poetics and Linguistics Association